# Ophiacantha phragma
Ophiacantha phragma är en ormstjärneart som beskrevs av Rudolf Christian Ziesenhenne 1940. Ophiacantha phragma ingår i släktet Ophiacantha och familjen knotterormstjärnor. Inga underarter finns listade i Catalogue of Life.